# Montana (Zwitserland)
Montana is een gemeente en plaats in het Zwitserse kanton Wallis, en maakt deel uit van het district Sierre.
Montana telde eind 2012 2.398 inwoners. Het merendeel is Rooms-Katholiek. Ruim 70% is Franstalig.

## Geschiedenis
Van 1851 tot 1905 vormden Chermignon, Icogne, Lens en Montana één gemeente. In 1905 werd Montana een zelfstandige gemeente.

## Architectuur
In de 80'er jaren werd er 'modern' gebouwd, d.w.z. rechthoekige, fantasieloze flatgebouwen en een modern casino. Tegenwoordig wordt er weer in châletstijl gebouwd, weliswaar niet meer met leistenen daken.
Sanatoria
Montana stond bekend om haar sanatoria voor patiënten met tuberculose. Deze gebouwen kenmerken zich door platte daken en grote balkons, waarop de patiënten in hun bed konden zonnen.
Hotels
Montana kreeg in 1892 een groot hotel, het Hotel du Parc. Later kreeg het de meer internationale naam Parc Hotel. Het ligt, inmiddels diverse malen gerenoveerd, op een heuvel naast de huidige ijsbaan. 

In 1930 werd Hotel Bella Lui gebouwd, het ligt iets hoger en dichter bij Crans. Voor de oorlog werd het omgebouwd tot sanatorium, na de oorlog werden er Joden in onder gebracht om weer op te knappen. In 1949 verkocht de Amerikaanse eigenaar het aan ds Karl Schenkel, die er weer een sanatorium van maakte. In 1996 werd de Bella Lui verbouwd en weer als hotel geopend. Het staat sinds 2002 op de Zwitserse inventaris van cultureel erfgoed van nationaal en regionaal belang. In 2010 werd het hotel opnieuw gerenoveerd en ter ere van het 80-jarig bestaan werd een historische kamer ingericht met meubelen uit 1930. Architecte was Flora Steiger-Crawford, de eerste gediplomeerde architecte in Zwitserland.

In de 70'er jaren werd Hotel Crans Ambassador gebouwd. Het ligt net als de Bella Lui boven de weg die Montana met Crans verbindt. In die tijd was er veel kritiek op de grootse bouwplannen.

## Bestuur
Montana noemt haar burgemeester de 'Président de la Commune'. Dit was Jérémie Robyr (1986-1996), hij werd opgevolgd door Francis Tapparel. De huidige burgemeester is Claude-Gérard Lamon.
In de Association des Communes Crans Montana (ACCM) vertegenwoordigen 45 leden hun gemeente: Chermignon (8), Icogne (5), Lens (10), Mollens (5), Montana (8) en Randogne (9). Hun president wisselt om de twee jaar en is een van de burgemeesters. In 2014 is dat Jean-Claude Savoy (1957), burgemeester van Chermignon. Stéphane Pont, burgemeester van Mollens, is vicevoorzitter.

Doel van de ACCM is gezamenlijk zaken te organiseren zoals politie en brandweer, integratie, bibliotheek, wegwerkzaamheden en toerisme in Crans Montana. Ook ondersteunt de ACCM de European Masters jaarlijks met SFrs 300.000;
Anniviers · Chalais · Chermignon · Chippis · Grône · Icogne · Lens · Miège · Mollens (VS) · Montana · Randogne · Saint-Léonard · Sierre · Venthône · Veyras
- Bibliothèque nationale de France: cb160481737 (data)
- Historisch woordenboek van Zwitserland: 002789
- MusicBrainz: 34882733-c4ac-4e8e-8722-5e79296a6d6c
- Système universitaire de documentation: 26191684X
- Virtual International Authority File: 131144648658835357814